# Игланд (Арканзас)
Игланд (енгл. England) град је у америчкој савезној држави Арканзас.

## Демографија
По попису из 2010. године број становника је 2.825, што је 147 (-4,9%) становника мање него 2000. године.
| Група             | 2000.         | 2010.         |
| Белци             | 1.932 (65,0%) | 1.777 (62,9%) |
| Афроамериканци    | 986 (33,2%)   | 949 (33,6%)   |
| Азијати           | 3 (0,1%)      | 3 (0,1%)      |
| Хиспаноамериканци | 25 (0,8%)     | 55 (1,9%)     |
| Укупно            | 2.972         | 2.825         |